# Ведущее колесо (гусеничный движитель)
Ведущее колесо (ведущий каток, ведущая звёздочка) — элемент гусеничного движителя, осуществляющий перематывание гусеничной ленты и преобразовывающий собственное вращательное движение в поступательное движение танка (либо другой гусеничной или полугусеничной машины). Как правило (за исключением гусеничных движителей с фрикционным зацеплением), конструктивно представляет собой разновидность звёздочки.

## Разновидности
В зависимости от типа зацепления с гусеничной лентой различают три типа ведущих колёс — цевочного, гребневого и фрикционного зацепления.
- Ведущее колесо цевочного зацепления состоит из двух зубчатых венцов и расположенной между ними ступицы[4]. Ведущими элементами при этом являются зубцы венца колеса, входящие в специальные вырезы трака и упирающиеся в стенку выреза, называемую цевкой. Преимущество данной схемы заключается в возможности делать звенья гусеницы более лёгкими и компактными, чем при гребневом зацеплении[1][3].
- Ведущее колесо гребневого зацепления состоит из двух дисков и зубчатого венца меньшего диаметра либо нескольких небольших роликов, размещённых между ними. Траки для зацепления с ведущим колесом имеют массивные гребни на внутренней стороне[1].[3]
- Ведущее колесо фрикционного зацепления имеет гладкую поверхность и перематывает гусеницу лишь за счёт силы трения. Данная схема получила широкое распространение в межвоенный период, однако уже в период Второй мировой войны в силу присущих ей недостатков практически вышла из употребления; в настоящее время применяется лишь на некоторых моделях гражданских вездеходов. Типичным примером ходовой части с фрикционным зацеплением является гусеничный движитель системы Кегресса.

## Изображения
- Модифицированный Роллс-Ройс Николая II с подвеской Кегресса (фрикционное зацепление) в Ленинских Горках
- Ходовая часть танка Т-34, вид на корму и ведущее колесо гребневого зацепления сзади
- Ходовая тяжёлого танка КВ-85, вид на корму и ведущую звёздочку сзади
- Ведущее переднее колесо танка Т-70М
- Ведущее переднее колесо танка Меркава Mk.3